# 1958年のラジオ (日本)
1958年のラジオ (日本)では、1958年の日本のラジオ番組、その他ラジオ界の動向について記す。

## 主な番組関連の出来事
- 3月27日 - 文化放送、ビッグ・フォアのレギュラー出演を中心に、日本で活躍しているジャズ・ミュージシャンをゲストとして迎えておくる公開ジャズ収録番組『トリス・ジャズ・ゲーム』が放送終了[1]。
- 9月15日 - 文化放送・ニッポン放送の共同による初の立体（ステレオ）放送番組『ステレオアワー』放送開始[2]。

## 主なその他ラジオ関連の出来事
- 2月20日 - NHKが大阪でFM放送の実験放送を開始[3]。
- 6月29日 - NHKが高松でラジオ第2放送を開始。
- 12月31日 - 東海大学超短波放送実験局（のちのFM東海）がFM放送の実験放送を開始。

## 開局
- 2月23日 - 極東放送
- 7月1日 - 大阪放送（現：ラジオ大阪）
- 12月24日 - ラジオ関東（現：アール・エフ・ラジオ日本）

## 商号変更
- 6月1日 - 新日本放送→毎日放送
- 8月1日 - ラジオ九州→アール・ケー・ビー毎日放送

## 特別番組

### 3月放送
- 21日 - ここはどこでしょう（NHKラジオ第1）[3]

### 10月放送
- 31日 - 立体（ステレオ）放送 立体放送劇「滝をみる天使」（芸術祭参加作品）（NHKラジオ第1・第2）[4][5]

## 開始番組

### 1958年3月放送開始
ニッポン放送
- 11日 - あの時の心境

### 1958年4月放送開始
NHKラジオ第1放送
- 10日 - ドキュメンタリー・ドラマ[3]
- 12日
  - リレーニュース 郷土通信[3]
  - 若いこだま[3]

NHKラジオ第2放送
- 7日 - 漁村の皆さんへ[3]
- 13日 - 原子力時代

文化放送
- 1日 - 百万人の英語

### 1958年7月放送開始
大阪放送
- 1日 - 悩みの相談室

### 1958年9月放送開始
文化放送・ニッポン放送（モノラル2波による立体（ステレオ）放送）
- 15日 - ステレオアワー[2]

### 1958年10月放送開始
NHKラジオ第1放送
- 4日 - ここはどこでしょう[3]

大阪放送
- 2日 - 大阪アンテナ

### 1958年12月放送開始
大阪放送
- 21日 - 連続ラジオ物語「連合艦隊の最後」

## 終了番組

### 1958年3月放送終了
文化放送
- 27日 - トリス・ジャズ・ゲーム[1]

中部日本放送
- 28日 - ストップ・ザ・ミュージック

### 1958年11月放送終了
毎日放送
- 26日 - 素人名人会（ラジオ版）
- 27日 - 近鉄パールクイズ